# 小森温泉
小森温泉（こもりおんせん）は、岡山県加賀郡吉備中央町小森（旧国美作国）にある温泉である。

## 泉質
- アルカリ性単純温泉（緩和性アルカリ性微温泉）
- 泉温　28.1℃

## 温泉地
吉備高原。旭川ダム付近の山間部に一軒宿の「小森温泉」がある。宿泊・日帰り入浴のみ。露天風呂はなく、内風呂のみ。

## 歴史
古くから温泉があり、最初は一羽の鷺が、湯に浸って、傷を癒したことが始まりとされる。源泉近くの山には、薬師堂があったことから、霊泉とも呼ばれた。
温泉開発は江戸時代に入ってから、始まる。享保17年（1732年）、岡山藩主池田継政が湯治場を設置した。岡山藩直営として、莫大な費用と大人数を投入して、湯壺を設けた湯屋を作った。
一時期は、湯治場として賑わいを見せたが、湯温の低下で数年を経ずに閉鎖された。
戦後、地元民によって、昭和28年にボーリングが行われた。その結果、良質な温泉が湧出。池田家ゆかりの「いで湯」として再興された。

## アクセス
JR山陽本線岡山駅からバスで70分。
岡山自動車道賀陽ICからで約25分。